# Espinas en el corazón
«Espinas en el corazón» es una canción de la banda española de heavy metal Lujuria.  Se lanzó como sencillo en el 2003 por la discográfica Locomotive Music.
Lujuria decidió luchar en contra de las agresiones sexuales y violencia hacia las mujeres y se comprometió con la Asociación de Asistencia de Víctimas de Agresiones y Malos Tratos para apoyar su causa.  La banda donó todas las ganancias de este sencillo.
César Frutos, baterista de la agrupación, interpretó el tema «Sólo son rosas» junto al vocalista Óscar Sancho.

## Lista de canciones
Todas las canciones fueron escritas por Lujuria.

| side one |                         |          |  |
| N.º      | Título                  | Duración |  |
| 1.       | «Espinas en el corazón» | 4:57     |  |
| 2.       | «Sólo son rosas»        | 4:05     |  |

## Créditos
- Óscar Sancho — voz
- Jesús Sanz — guitarra rítmica
- Julio Herranz — guitarra líder
- Javier Gallardo — bajo
- César Frutos — batería y voz (en la canción «Sólo son rosas»)
- Nuria de la Cruz — teclados